# Gaspare Grassellini
Gaspare Grassellini (Palermo, 19 gennaio 1796 – Frascati, 16 settembre 1875) è stato un cardinale italiano.

## Biografia
Nacque da nobile famiglia. Studiò presso la Congregazione dell'Oratorio della sua città e successivamente storia e giurisprudenza all'Università di Palermo.
Ebbe incarichi via via più importanti presso la Curia romana fino a diventare governatore di Roma e vicecamerlengo di Santa Romana Chiesa fra il 21 dicembre 1846 e il 18 luglio 1847.
Papa Pio IX lo elevò al rango di cardinale nel concistoro del 16 giugno 1856 e il 19 giugno dello stesso anno ricevette la diaconia dei Santi Vito, Modesto e Crescenzia. Il 20 dicembre 1867 optò per la diaconia di Santa Maria ad Martyres. Partecipò al Concilio Vaticano I.
Morì dopo una lunga e dolorosa malattia all'età di 79 anni e fu sepolto al Cimitero del Verano.